# Ramelton
Ramelton (en gaèlic irlandès Ráth Mealtain que vol dir "fortalesa de Mealtain", un cabdill celta) és una vila d'Irlanda, al comtat de Donegal, a la província de l'Ulster. Està situada en la boca del riu Lennon, 11 km al nord de Letterkenny i 4 km a l'est de Milford al marge occidental del llac Swilly. Es diu que la fortalesa de Mealtain, que dona nom a la vila, estava construïda on ara hi ha les ruïnes del castell medieval dels O'Donnell, família governant de Donegal occidental abans de llur exili a Europa en 1607.
Ramelton fou repoblada amb colons anglesos i escocesos durant la colonització de l'Ulster del segle xvii i s'hi troba l'església presbiteriana més antiga d'Irlanda. També hi ha una l'església de St. Paul de l'Església d'Irlanda, parròquia de Tullyaughnish.
La ciutat fou escenari el 1995 de la sèrie televisiva The Hanging Gale, que narra la Gran Fam Irlandesa del segle xix. També allotja la fira de la vila, nomenada Lennon Festival, des de 1970. Ramelton és una Fáilte Ireland designada Ciutat Patrimoni.

## Personatges il·lustres
- Dave Gallaher, capità dels All Blacks, escriptor i heroi de la Primera Guerra Mundial.
- President James Buchanan
- Walter Patterson, primer governador britànic de l'Illa del Príncep Eduard
- William C. Campbell (1930), bioquímic i biòleg, Premi Nobel de Medicina o Fisiologia de 2015.